# Station Rotterdam Blaak
Station Rotterdam Blaak is een ondergronds trein- en metrostation in het centrum van Rotterdam, aan het einde van de Binnenrotte bij de Blaak.

## Station aan het luchtspoor (1877-1993)
Het eerste station op deze plaats heette 'Rotterdam Beurs', genoemd naar het nabijgelegen beursgebouw De Beurs. Het station werd in 1877 geopend en was onderdeel van het Luchtspoor. Vanwege de verhoogde ligging van het spoor kreeg het stationsgebouw een verdieping meer dan toentertijd gebruikelijk, zodat de eerste verdieping op gelijke hoogte lag met het perron. Het station kreeg als eerste Nederlandse station een overkapping van smeedijzer in plaats van gietijzer.
Het stationsgebouw werd in 1940 verwoest bij het bombardement op Rotterdam, het viaduct met de overkapping bleef wel behouden. Omdat ook het beursgebouw De Beurs was verwoest en de handelaren in 1941 het nieuwgebouwde Beurs aan de Coolsingel betrokken, kreeg het station in 1945 de naam 'Rotterdam Blaak'. In 1952 werd besloten een nieuw ontvangstgebouw te plaatsen. Dit station van architect Sybold van Ravesteyn werd geopend in 1953 maar deed niet lang dienst, in 1972 werd het gesloopt voor de aanleg van de metrolijn. De overkapping bleef wel bestaan en werd uiteindelijk in 1993 gesloopt.

## Ondergronds station (sinds 1982)
Op 6 mei 1982 werd het ondergrondse metrostation Blaak geopend aan de onder de naam Oost-Westlijn bekend staande metrolijn. Bij de aanleg van deze lijn was rekening gehouden met een toekomstig ondergronds spoorwegstation. Vanaf 2009 ligt het metrostation na het opheffen van de naam Calandlijn aan de metrolijnen A, B en C. Het metrostation heeft drie sporen (aan een eilandperron en een zijperron). De eerste jaren was er, op de plek waar nu de tramhalte is, een grote metrohal waar een NS-loket in ondergebracht was. Dit gebouw is rond 1990 weer afgebroken om de bouw van het huidige station mogelijk te maken.
Toen het Luchtspoor vervangen werd door de Willemsspoortunnel, werd het spoorwegstation Blaak vervangen door een ondergronds station. Het nieuwe station werd op 15 september 1993 door koningin Beatrix geopend. Het opvallende ontwerp is van architect Harry Reijnders.
De opgave van de architect was een station te ontwerpen dat ondanks de complexe lay-out voldoende oriëntatiepunten zou bieden aan de reizigers. Om daarin te voorzien bedacht hij een opvallende constructie boven de grond die op veel plaatsen van onder de grond zichtbaar en herkenbaar is. Het ziet eruit als een vliegende schotel met een diameter van 35 meter. Sommigen vinden het meer weg hebben van een verwelkte zonnebloem of een fluitketel. Rotterdammers zelf gebruiken soms de minder vleiende naam 'het putdeksel'.
Onder de grond bevinden zich op niveau -1 de sporen van de lijnen A, B en C van de Rotterdamse metro. Zowel ten noorden als ten zuiden van het metrostation bevindt zich een stationshal voor het spoorwegstation. Op niveau -2 direct onder de metro ligt de spoorlijn. De perrons van beide stations zijn rechtstreeks met elkaar verbonden via trappen en liften, waardoor een makkelijke overstap gerealiseerd wordt.
Bovengronds zijn haltes van tramlijnen 1 en 11 en de RET-buslijnen 32 en 547.
Bij de bouwwerkzaamheden werden de fundering van een toren en de stadsmuur blootgelegd die deels zichtbaar is gemaakt in het station.
Vanaf circa 2014 heeft Rotterdam Blaak toegangspoortjes.

## Treinen
Het station wordt in de dienstregeling 2025 door de volgende treinseries bediend:
| Serie | Treinsoort     | Route | Bijzonderheden |
| ----- | -------------- | --- | --- |
| 2200  | Intercity (NS) | Amsterdam Centraal – Amsterdam Sloterdijk – Haarlem – Leiden Centraal – Den Haag HS – Delft – Schiedam Centrum – Rotterdam Centraal – Rotterdam Blaak – Dordrecht – Roosendaal – Vlissingen                                  | Rijdt op weekdagen overdag 1x/uur en vormt een halfuurdienst met series 2300 (tussen Amsterdam Centraal en Roosendaal) en 6500 (tussen Roosendaal en Vlissingen). 's Avonds en in het weekend rijdt deze serie 2x/uur. |
| 2300  | Intercity (NS) | Amsterdam Centraal – Amsterdam Sloterdijk – Haarlem – Leiden Centraal – Den Haag HS – Delft – Schiedam Centrum – Rotterdam Centraal – Rotterdam Blaak – Dordrecht – Roosendaal – Vlissingen                                  | Rijdt alleen op weekdagen overdag en rijdt 1x/uur. Vormt tussen Amsterdam Centraal en Roosendaal een halfuursdienst met serie 2200. 's Avonds en in het weekend rijdt serie 2200 2x/uur.                               |
| 3500  | Intercity (NS) | Dordrecht – Rotterdam Blaak – Rotterdam Centraal – Schiedam Centrum – Delft – Den Haag HS – Leiden Centraal – Schiphol Airport – Amsterdam Zuid – Utrecht Centraal – 's-Hertogenbosch – Eindhoven Centraal – Helmond – Venlo | Rijdt na circa 22:30, op zaterdagochtend tot circa 9:00 en op zondagochtend tot circa 10:00 niet tussen Dordrecht en Utrecht Centraal v.v.                                                                             |
| 5000  | Sprinter (NS)  | Den Haag Centraal – Den Haag HS – Delft – Schiedam Centrum – Rotterdam Centraal – Rotterdam Blaak – Rotterdam Lombardijen – Dordrecht                                                                                        | Rijdt niet na 20:00 uur en in het weekend. |
| 5100  | Sprinter (NS)  | Den Haag Centraal – Den Haag HS – Delft – Schiedam Centrum – Rotterdam Centraal – Rotterdam Blaak – Rotterdam Lombardijen – Dordrecht                                                                                        | |
| 5200  | Sprinter (NS)  | Den Haag Centraal – Den Haag HS – Delft – Schiedam Centrum – Rotterdam Centraal – Rotterdam Blaak – Rotterdam Lombardijen – Dordrecht                                                                                        | Rijdt enkel van maandag tot en met donderdag tot circa 19:00 uur. |

## Bus en tram
| Lijn | Route | Vervoerder | Bijzonderheden                                                                          |
| ---- | --- | ---------- | --------------------------------------------------------------------------------------- |
| 1    | De Esch - Woudestein - Station Blaak - Beurs - Stadhuis - Rotterdam Centraal - Marconiplein - Schiedam Centrum - Schiedam Nieuwland - Holy                                           | RET        |                                                                                         |
| 11   | De Esch - Woudestein - Station Blaak - Beurs - Stadhuis - Rotterdam Centraal - Marconiplein - Schiedam Centrum - Schiedam Nieuwland - Woudhoek                                       | RET        | Rijdt niet na 19:30                                                                     |
| 32   | Overschie - Dijkzigt - Eendrachtsplein - Station Blaak - Koninginnebrug - Station Zuid                                                                                               | RET        |                                                                                         |
| 456  | (Den Haag Dynamostraat →) Den Haag Leyenburg - Poeldijk - Honselersdijk - Naaldwijk - Maasland - Schiedam (← Rotterdam Marconiplein ← Rotterdam Centraal Station ← Rotterdam Slinge) | EBS        | De eerste ritten beginnen bij de Dynamostraat in Den Haag en Slinge Metro in Rotterdam. |
| 547  | Station Blaak - Koninginnebrug - Noordereiland | RET        | Rijdt niet na 19:00 en op zondag                                                        |

## Foto's

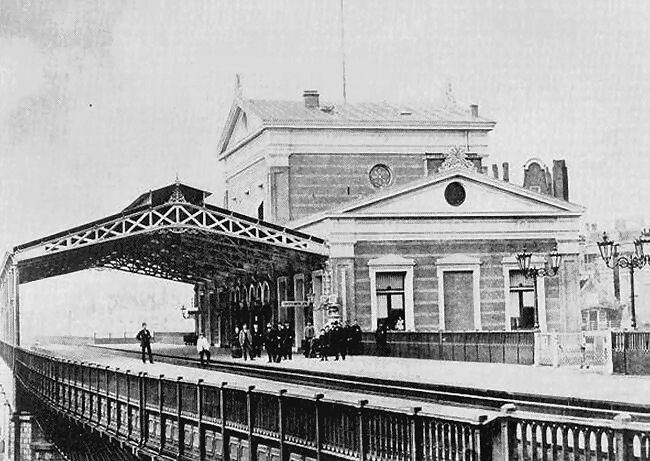
Station Rotterdam Beurs in 1877
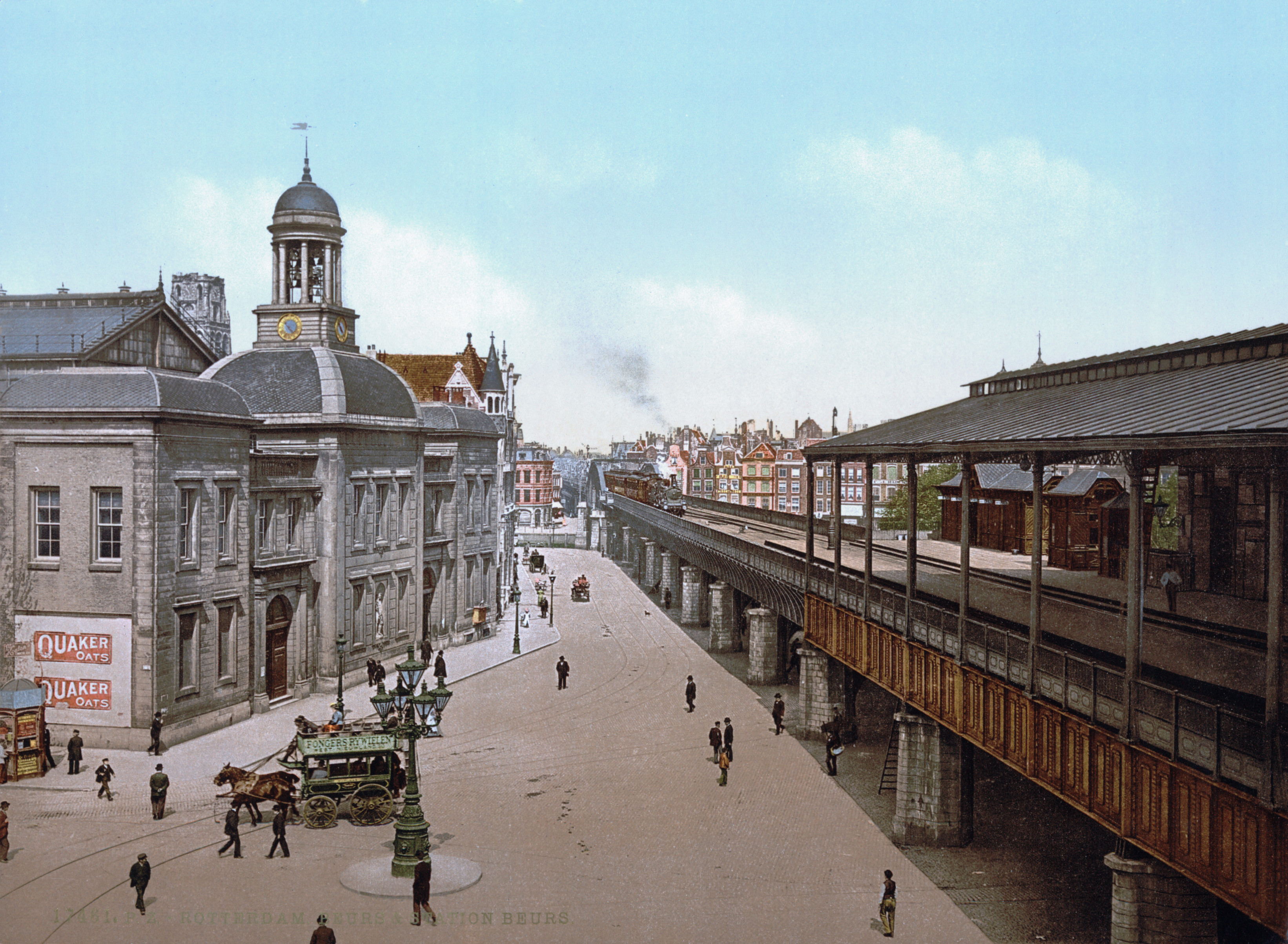
Station Rotterdam Beurs en de Beurs (ca. 1900)
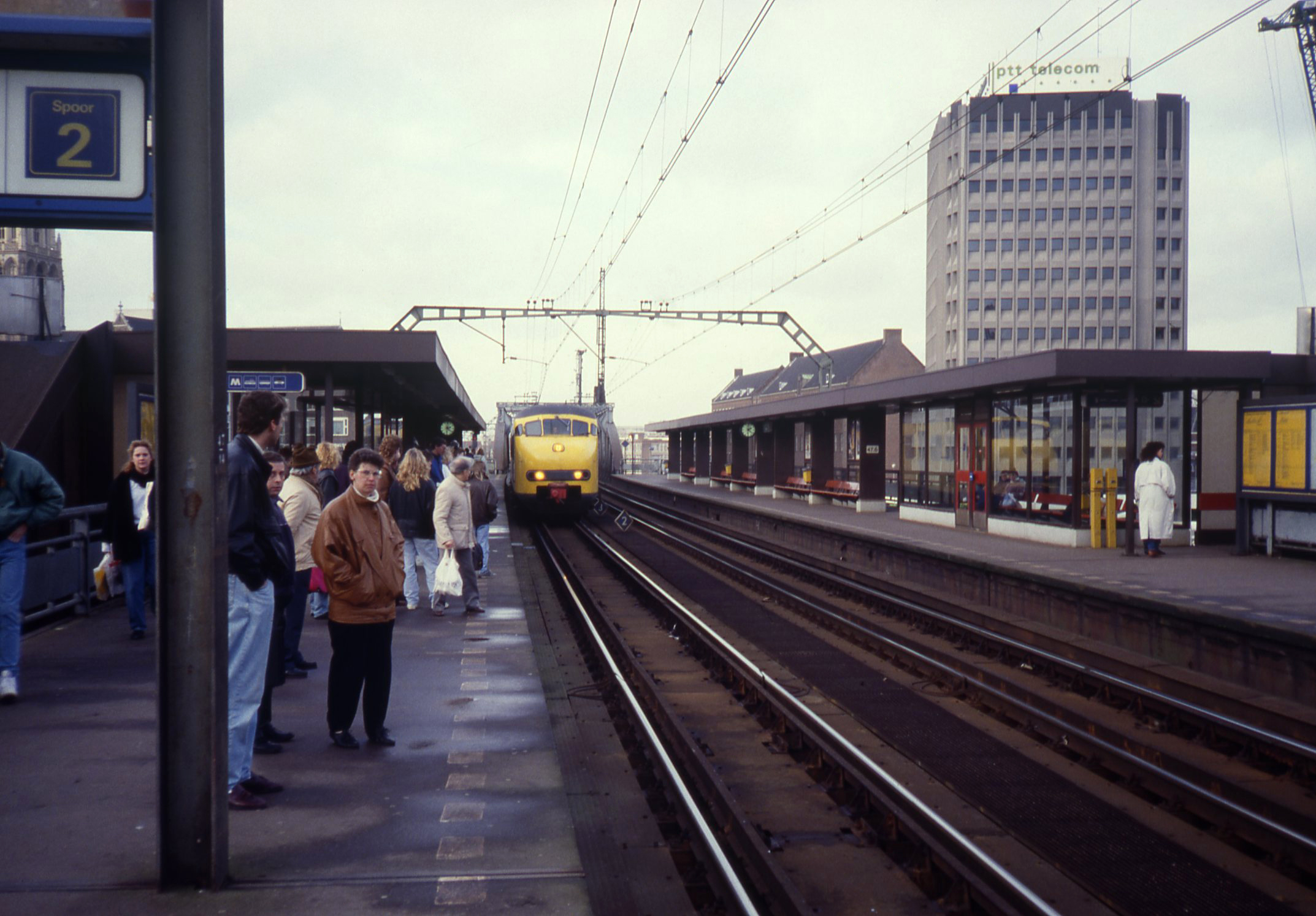
Station Rotterdam Blaak bovengronds in 1990
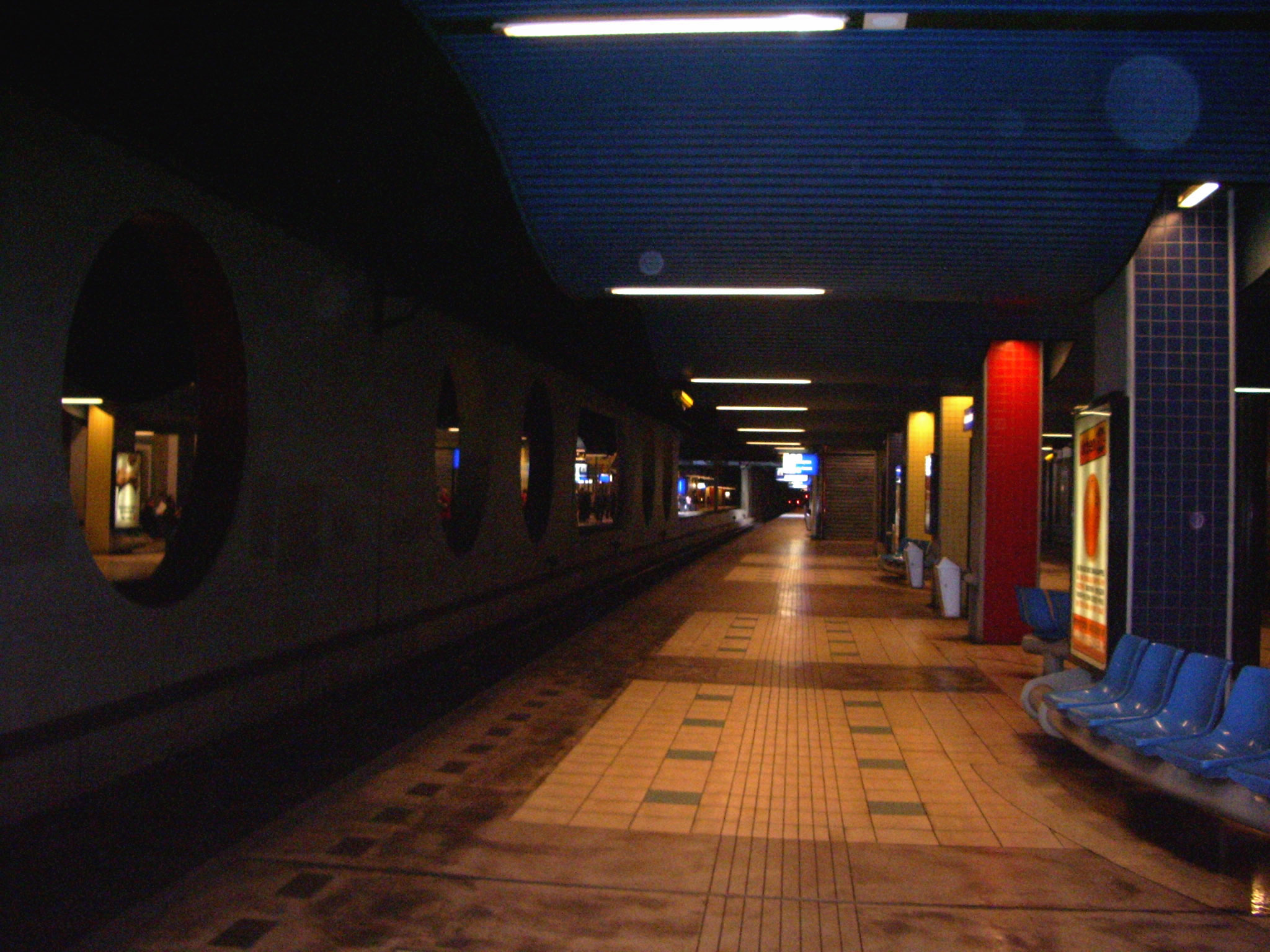
De ondergrondse treinperrons
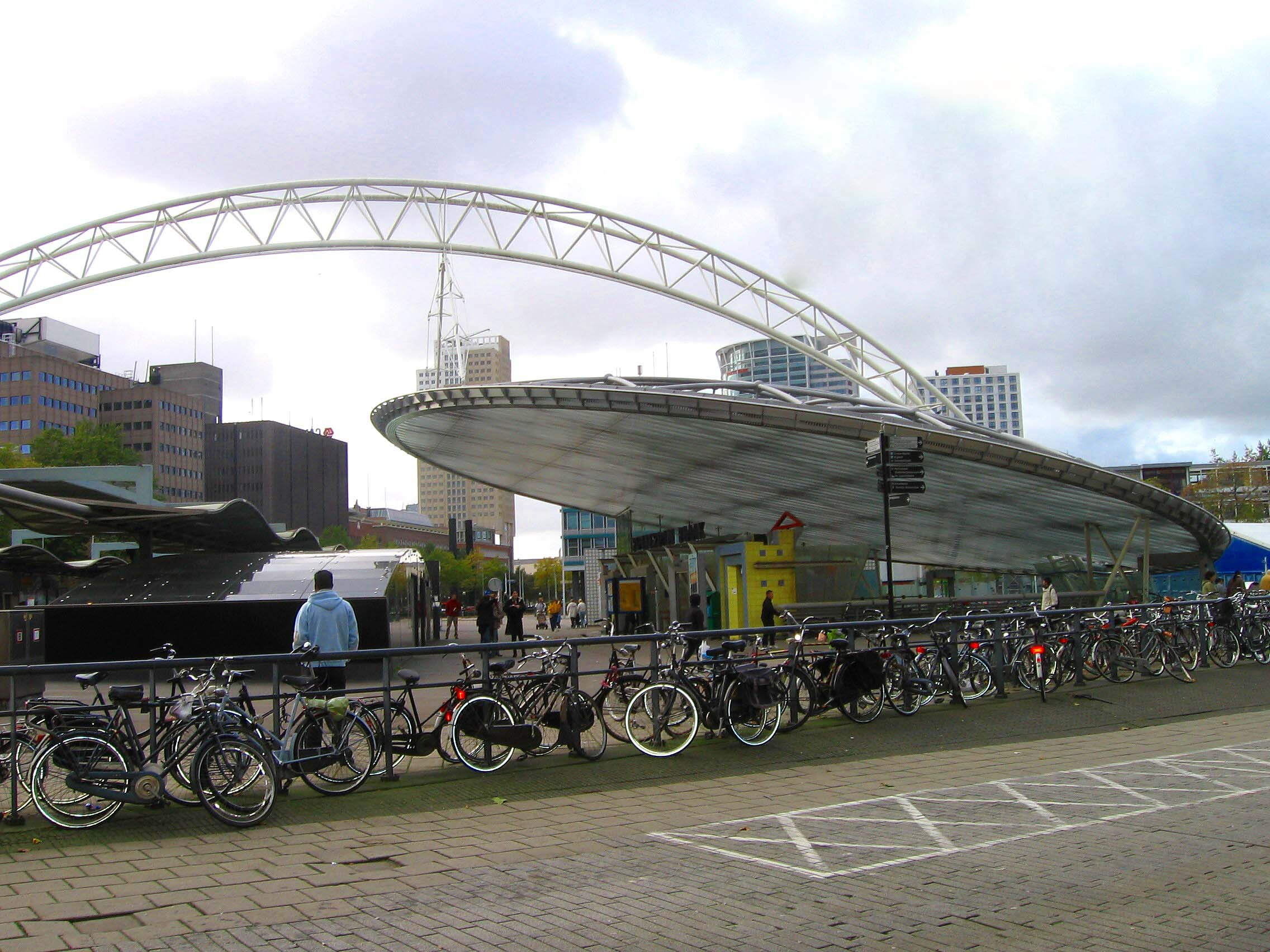
Station Rotterdam Blaak in 2006
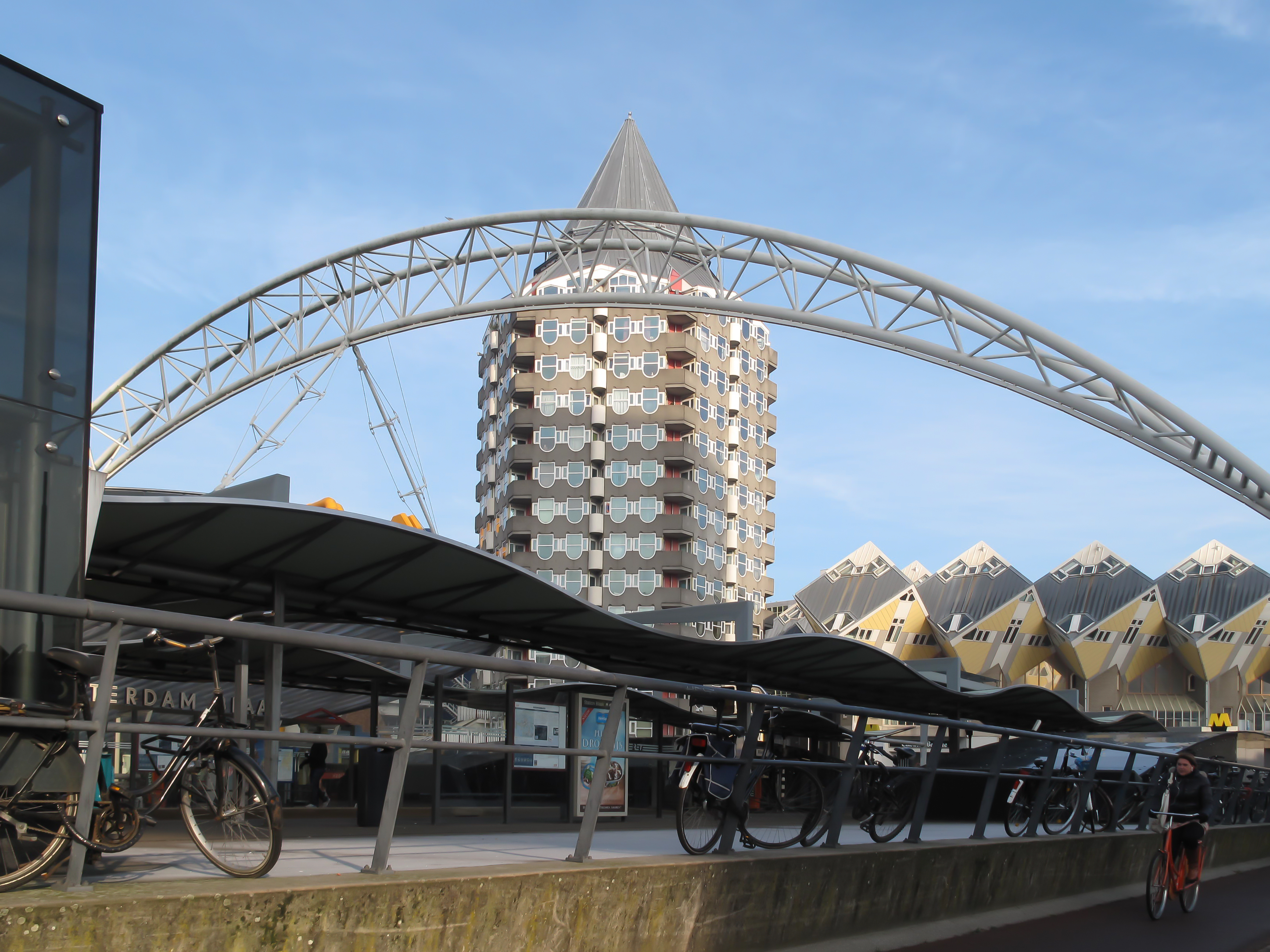
Station Rotterdam Blaak in 2010
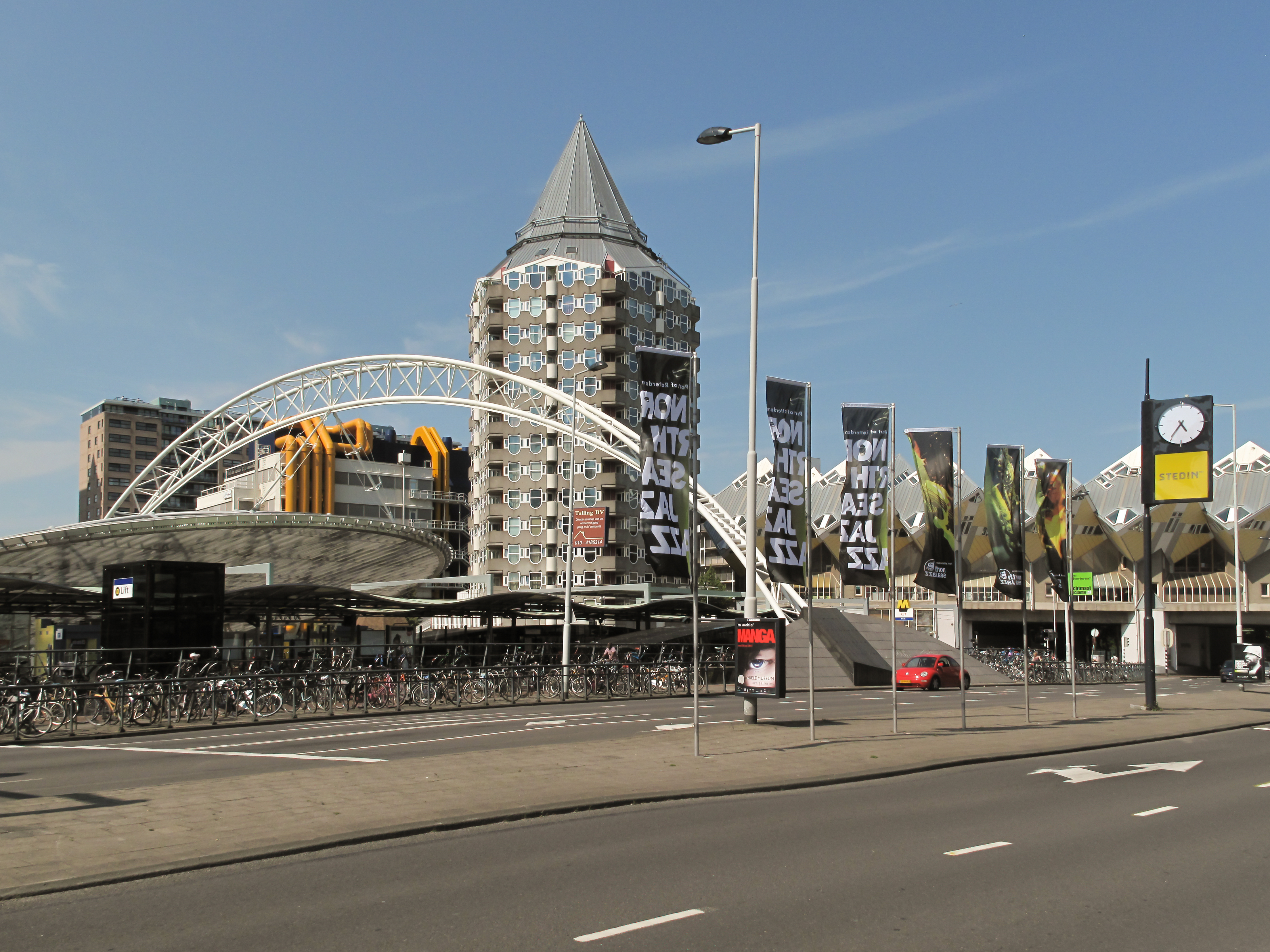
Station Rotterdam Blaak in 2013
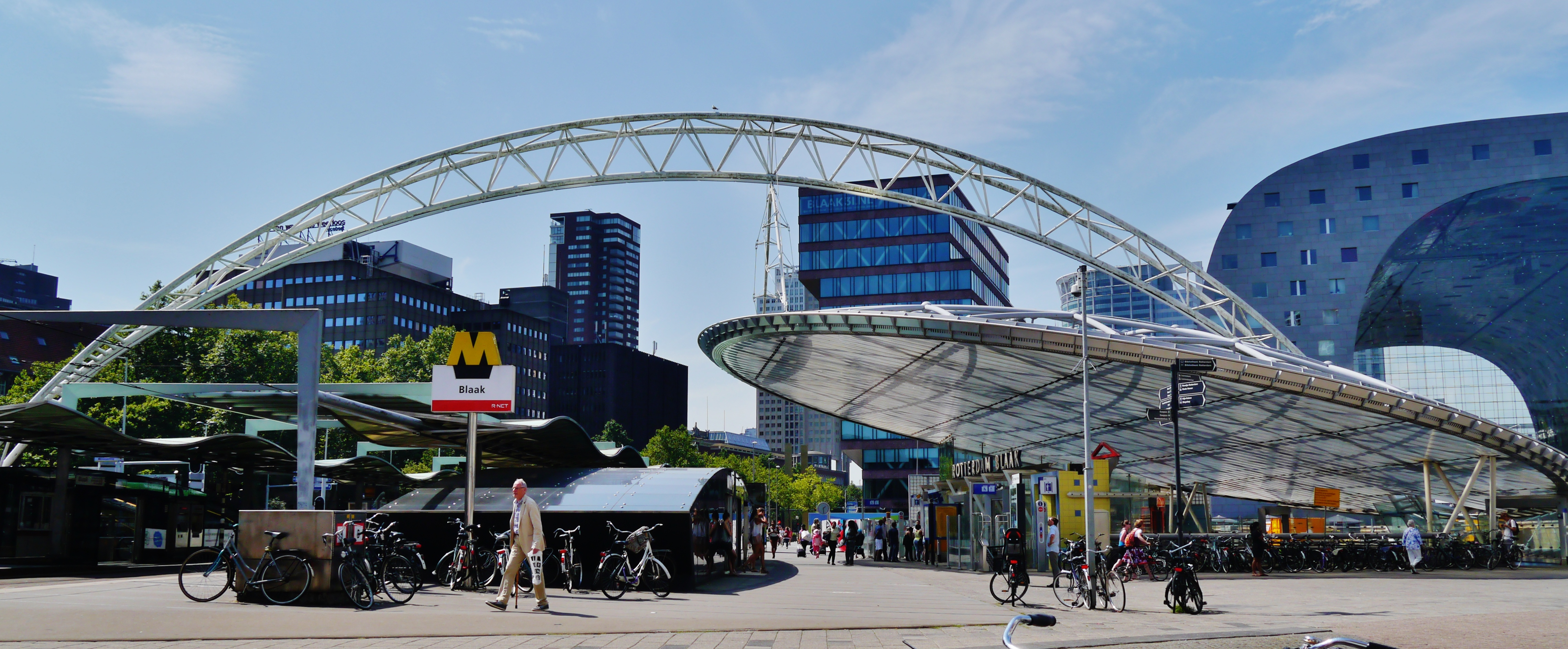
Station Rotterdam Blaak in 2015
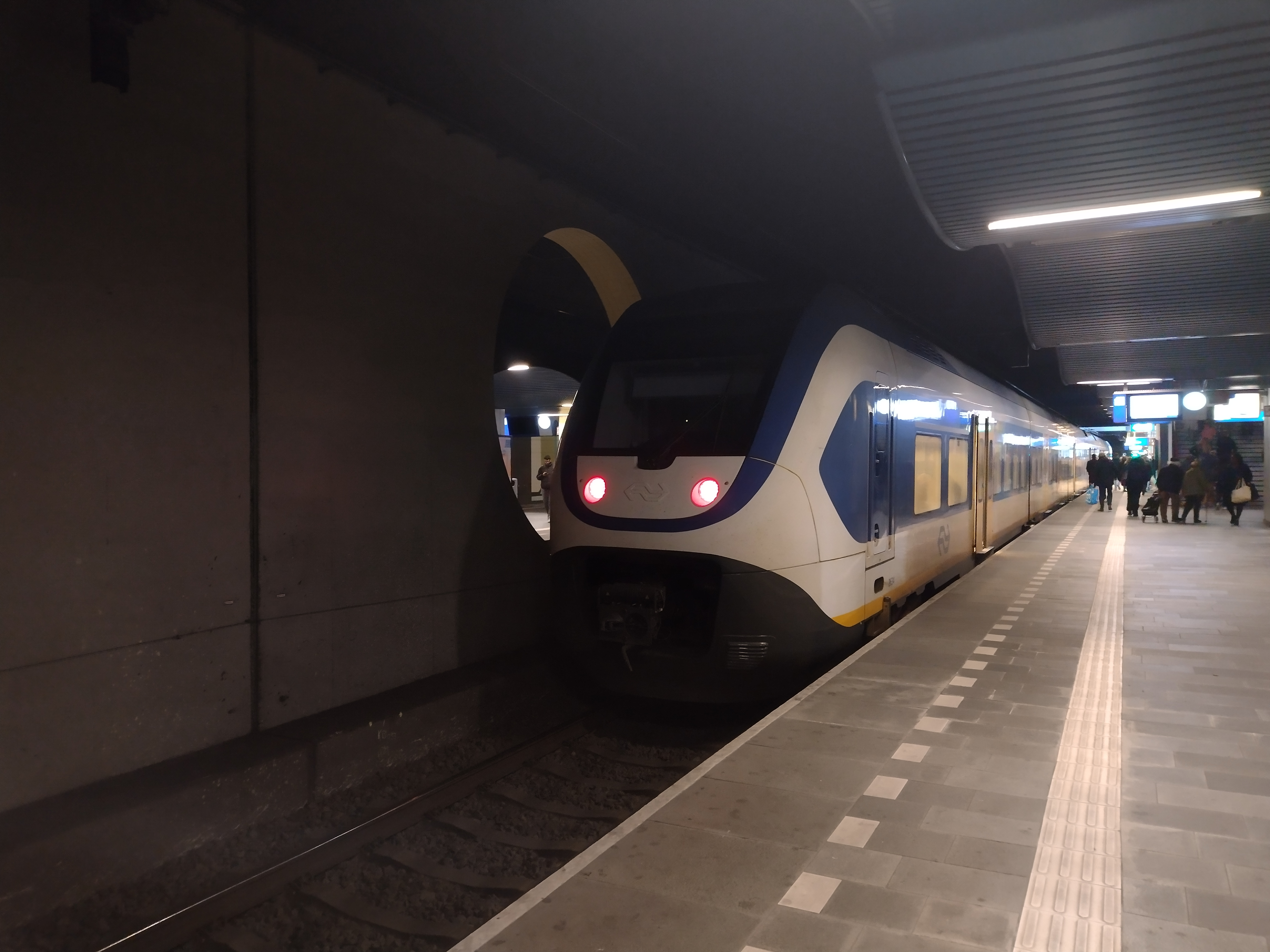
SLT op het station

## Ontwikkeling aantal reizigers
Het aantal door NS vervoerde reizigers (per gemiddelde werkdag) ontwikkelde zich sedert 2019 als volgt:
| Jaar | Aantal reizigers |
| ---- | ---------------- |
| 2019 | 26.237           |
| 2020 | 11.068           |
| 2021 | 11.890           |
| 2022 | 17.976           |
| 2023 | 19.891           |
| 2024 | 21.572           |

0,0: Breda ·
4,8: Breda-Prinsenbeek ·
6,0: Beek ·
10,8: Langeweg ·
14,9: Lage Zwaluwe ·
18,2: Moerdijk SS (voorm. einde) ·
21,1: Willemsdorp ·
26,9: Dordrecht Zuid ·
29,5: Dordrecht ·
31,5: Zwijndrecht ·
39,1: Barendrecht ·
42,2: Rotterdam Lombardijen ·
43,8: IJsselmonde ·
44,0: Rotterdam Stadion ·
45,0: Mallegat ·
45,1: Rotterdam Zuid ·
46,2: Fijenoord ·
47,5: Rotterdam Blaak ·
49,1: Rotterdam Centraal
Binnenhof · Romeynshof · Graskruid · Alexander  · Oosterflank · Prinsenlaan · Schenkel · Capelsebrug · Kralingse Zoom · Voorschoterlaan · Gerdesiaweg · Oostplein · Blaak  · Beurs · Eendrachtsplein · Dijkzigt · Coolhaven · Delfshaven · Marconiplein · Schiedam Centrum 
Nesselande · De Tochten · Ambachtsland · Nieuw Verlaat · Hesseplaats · Graskruid · Alexander  · Oosterflank · Prinsenlaan · Schenkel · Capelsebrug · Kralingse Zoom · Voorschoterlaan · Gerdesiaweg · Oostplein · Blaak  · Beurs · Eendrachtsplein · Dijkzigt · Coolhaven · Delfshaven · Marconiplein · Schiedam Centrum  · Schiedam Nieuwland · Vlaardingen Oost · Vlaardingen Centrum · Vlaardingen West · Maassluis Centrum · Maassluis West · Steendijkpolder · Hoek van Holland Haven · Hoek van Holland Strand
De Terp · Capelle Centrum · Slotlaan · Capelsebrug · Kralingse Zoom · Voorschoterlaan · Gerdesiaweg · Oostplein · Blaak  · Beurs · Eendrachtsplein · Dijkzigt · Coolhaven · Delfshaven · Marconiplein · Schiedam Centrum  · Parkweg · Troelstralaan · Vijfsluizen · Pernis · Tussenwater · Hoogvliet · Zalmplaat · Spijkenisse Centrum · Heemraadlaan · De Akkers
Alphen a/d Rijn ·
Arkel · 
Barendrecht · 
Bodegraven · 
Boskoop · 
-Snijdelwijk · 
Boven Hardinxveld · 
Capelle Schollevaar · 
De Vink · 
Delft · 
-Campus · 
Den Haag:
-Centraal · 
-HS ·
-Laan van NOI · 
-Mariahoeve · 
-Moerwijk · 
-Ypenburg · 
Dordrecht · 
-Stadspolders ·
-Zuid ·
Gorinchem · 
Gouda · 
-Goverwelle · 
Hardinxveld:
-Blauwe Zoom · 
-Giessendam · 
Hillegom · 
Lansingerland-Zoetermeer · 
Leiden:
-Centraal · 
-Lammenschans · 
Nieuwerkerk a/d IJssel · 
Rijswijk · 
Rotterdam:
-Alexander · 
-Blaak · 
-Centraal · 
-Lombardijen · 
-Noord · 
-Stadion · 
-Zuid · 
Sassenheim · 
Schiedam Centrum · 
Sliedrecht · 
-Baanhoek · 
Voorburg · 
Voorhout · 
Voorschoten ·
Waddinxveen · 
-Noord ·
-Triangel ·
Zoetermeer · 
-Oost · 
Zwijndrecht
Geplande stations:
Gorinchem Noord · Hazerswoude-Koudekerk · Schiedam Kethel
Voormalige stations: zie de lijst van voormalige spoorwegstations in Zuid-Holland